# Lydia Sandgren
Lydia Sandgren (ur. 1987 w Göteborgu) – szwedzka pisarka.
Z wykształcenia jest psycholożką, pracuje zawodowo w przychodni. Studiowała również filozofię i literaturoznawstwo.

## Samlade verk
Debiutowała w 2020 roku prawie 700-stronicową powieścią Samlade verk (pol. Dzieła zebrane), opisującej losy kilku osób żyjących w Göteborgu od lat 80. XX wieku do dziś. Powieść zebrała bardzo pozytywne recenzje szwedzkich krytyków.
Sandgren za powieść otrzymała Nagrodę Augusta 2020 w kategorii literatura piękna.